# McBride (serie televisiva)
McBride è una serie televisiva gialla statunitense andata in onda per due stagioni su Hallmark Channel. La serie è composta da film-TV.

## Episodi
In Italia, la serie è trasmessa da Rai 2 da sabato 5 luglio 2008 alle 21:05.

### Prima stagione (2005-2006)
| n° | Titolo originale                         | Titolo italiano                   | Prima TV USA    | Prima TV Italia | Telespettatori | Share  |
| -- | ---------------------------------------- | --------------------------------- | --------------- | --------------- | -------------- | ------ |
| 1  | McBride: The Chameleon Murder            | McBride: Scambio di Identità      | 14 gennaio 2005 | 12 luglio 2008  | 2.287          | 15,24% |
| 2  | McBride: Murder Past Midnight            | McBride: Omicidio dopo mezzanotte | 4 febbraio 2005 | 5 luglio 2008   | 2.139          | 13,93% |
| 3  | McBride: It's Murder, Madam              | McBride: Omicidio di classe       | 4 marzo 2005    | 19 luglio 2008  | 2.060          | 13,59% |
| 4  | McBride: The Doctor Is Out... Really Out | McBride: Doppio omicidio          | 12 giugno 2005  | 26 luglio 2008  | 1.961          | 12,65% |
| 5  | McBride: Tune in for Murder              | McBride: Chi ha ucciso Ron?       | 7 agosto 2005   | 2 agosto 2008   | 1.829          | 12,82% |
| 6  | McBride: Anybody Here Murder Marty?      | McBride: Ultimo show              | 28 agosto 2005  | 13 giugno 2009  | 1.147          | 6,92%  |
| 7  | McBride: Fallen Idol                     | McBride: Delitto passionale       | 11 marzo 2006   | 27 giugno 2009  | 1.585          | 8.68%  |

### Seconda stagione (2007-2008)
| n° | Titolo originale   | Titolo italiano                 | Prima TV USA    | Prima TV Italia | Telespettatori | Share |
| -- | ------------------ | ------------------------------- | --------------- | --------------- | -------------- | ----- |
| 1  | McBride: Semper Fi | McBride: Un tragico errore      | 20 gennaio 2007 | 4 luglio 2009   | 1.670          | 9,96% |
| 2  | McBride: Dogged    | McBride: La vendetta            | 10 marzo 2007   | 11 luglio 2009  | 1.433          | 8,93% |
| 3  | McBride: Requiem   | McBride: Sinfonia di un delitto | 31 maggio 2008  | 18 luglio 2009  | 1.402          | 8,64% |